# 蘆竹巷
蘆竹巷，是台灣雲林縣大埤鄉的一個傳統地域名稱，也是全鄉行政中心所在地，位於該鄉南部東側。相較於今日行政區，其範圍大致包括南和村東端、松竹村不含西南部凸出部分的西北半部及盧竹角聚落西北側凸出部分、尚義村不含北部邊界地帶西段。

## 歷史
台灣清治末期至日治初期，蘆竹巷地區為一街庄，稱為「蘆竹巷庄」，隸屬於打貓北堡。該庄北及東北與茄苳腳庄為鄰，東邊一小段與石龜溪庄為鄰，南邊為大湖庄、甘蔗崙庄、排仔路庄，西邊為大埤頭庄。
1901年（日治明治三十四年）11月，全台廢縣廳改設二十廳，該庄隸屬於斗六廳。1903年（明治三十六年）6月，該庄編入「大埤頭區」，隸屬於斗六廳。1909年（明治四十二年）10月，合併二十廳為十二廳，大埤頭區改隸屬於嘉義廳。1920年（大正九年），全台地方制度大改正，廢十二廳改設五州二廳，該庄改制為「蘆竹巷」大字，隸屬於臺南州斗六郡大埤庄。
戰後大埤庄改制為大埤鄉，隸屬於臺南縣，大字亦改制為村。1950年10月，雲、嘉、南分治，大埤鄉改隸屬雲林縣。

## 聚落
本地區發展較早的聚落有柳樹腳、盧竹巷、箔雁岸、下崙仔、盧竹角等，在日治期初期的官方地圖上已有記載。

## 交通
國道1號又稱「中山高速公路」，是貫穿台灣西部的兩條縱向高速公路之一，大致以東北微北—西南微南走向轉北北東—南南西走向經過蘆竹巷地區中部。北側最近的交流道是省道台78線（東西向快速公路－台西古坑線）交會處的雲林系統交流道、縣道158號交會處的斗南交流道；南側最近的是縣道162號交會處的大林交流道。由此等可快速前往國道1號沿線各地，或經由雲林系統交流道轉省道台78線快速前往雲林縣西部及東部。
縣道157號（大埤路、中正路）是斗南至嘉義縣布袋鎮過溝的道路，大致以東北微東—西南微西走向轉東微南—西微北走向經過本地區西北端。由該道路向東北微東可前往茄苳腳並止於其東部邊界北側的省道台1線路口（斗南市區南郊）；向西微北轉西南經大埤市區南可前往溪口、新港、六腳、朴子、東石東南部、布袋北部的過溝等地。
鄉道雲174線（民權路）是西鎮至蘆竹角的道路，其東側端點（終點）位於本地區西部蘆竹角聚落東北側的鄉道雲180線路口。由此向北北西出聚落後轉西北，至本地區西部邊界轉北沿邊界而行，其後轉西北微北出境，經大埤聚落轉西南西可前往舊庄地區西南部的西鎮聚落並止於鄉道雲177線路口。
鄉道雲174-1線是尼姑庵至蘆竹角的道路，其東南側端點（終點）位於本地區西部蘆竹角聚落中央偏東北的鄉道雲180線路口。由此向西轉西北至本地區西部邊界，轉北北東沿邊界行一小段路後，轉西北微西出境可前往大埤地區西北部尼姑庵聚落中央偏南並止於鄉道雲174線路口。
鄉道雲178線是大竹圍至箔雁岸的道路，其東南側端點（終點）位於本地區南部箔雁岸聚落的鄉道雲180線路口。由此向北至鄉道183線終點路口轉西沿霞苞蓮埤幹線（圳道）北岸而行，其後轉西北遠離圳道，至國道1號東側轉北北東再轉西北西穿越國道1號涵洞，至路口轉西北直行，經縣道157號路口轉西北西旋即出境，可經大埤聚落前往田子林與舊庄交界地帶、舊庄地區北部東側並止於鄉道雲173線路口（大竹帷北北東郊）。
鄉道雲178-1線是下崙至柳樹腳的道路，全線位於本地區境內，其西北側端點（起點）位於本地區西北部下崙仔聚落西郊的鄉道雲178線路口。由此向東微北，至下崙仔聚落轉東北再轉東北東，經鄉道雲181線終點路口轉東南東以至出聚落，經陸橋跨越國道1號後轉東南微東，至蘆竹巷聚落經鄉道雲183線右側路口後與其共線並蜿蜒而行，至聚落中央路口轉東南獨行後再轉東南東，其後轉東南出聚落，至柳樹腳聚落轉東北東再轉東南東再繞彎道轉南南東，止於鄉道雲180線轉角路口。
鄉道嘉180線＋雲180線即為昔日的跨縣鄉道雲嘉180線，是牛埔寮至柳樹腳的道路，其東側端點（終點）位於本地區東部邊界外緣的省道台1線路口（柳樹腳聚落東郊）。由此向西微北入境後轉西微南蜿蜒而行，至柳樹腳聚落轉西北西，經鄉道雲178-1線終點路口轉南南西再繞彎道轉西蜿蜒而行，出聚落後轉西微南再轉西北西，至箔雁岸聚落經鄉道雲178線終點路口後轉西南西，經陸橋跨越國道1號後轉西微南，至蘆竹角聚落轉西南微南蜿蜒而行，經鄉道174線終點路口、174-1線終點路口後轉西北西，出聚落並出境後轉西南西可前往大埤頭南部並止於其南部西側的雲林、嘉義縣界。續行接嘉義縣鄉道嘉180線可前往游厝地區的牛埔寮聚落並止於縣道157號路口。
鄉道雲181線是新崙至下崙的道路，其南側端點（終點）位於本地區西北部下崙仔聚落東側的鄉道178-1線轉角路口。由此向北微東直行，出境後可前往茄苳腳西部、埤頭、大東地區中部偏西南的新崙聚落並止於鄉道雲86線路口。
鄉道雲183線是豐田（後溝仔）至箔雁岸的道路，其南側端點（終點）位於本地區南部箔雁岸聚落的鄉道雲178線轉角路口。由此向北北東轉東北，至鄉道雲178-1線路口轉東南微東與其共線並進入蘆竹巷聚落，至聚落中央的轉角路口轉東微北獨行後再轉東北再轉北北東出聚落續行，出境後可前往茄苳腳並止於後溝仔聚落北側的縣道157號路口。

## 學校
- 雲林縣私立崇先高級中學（已廢校）